# Праздники Мальдив
Главный праздник на Мальдивах — 26 июля, День независимости. Кроме того, в стране празднуются исламские праздники (например, Рамадан), День Республики (11 ноября) и Национальный день (в память о победе над португальцами в 1573 году, отмечается по лунному календарю за 11 дней до рождения пророка Мухаммеда).